# Лебедев, Олег Константинович
Олег Константинович Лебедев — российский учёный (ядерная физика), лауреат Государственной премии СССР.
Родился  25 июля 1941 г. в г. Уральск (Казахстан).
Окончил Московский инженерно-физический институт (1964), специальность — физико-энергетические установки.
С 1964 г. работал в Курчатовском институте: старший лаборант, младший научный сотрудник, старший инженер, начальник группы, начальник лаборатории.
Научные интересы: экспериментальное и расчетное исследование динамических характеристик ядерных энергетических установок.
Кандидат технических наук.
Лауреат Государственной премии СССР.
Семья: жена - Виноградова Елена Александровна (1943 г.р.), сын (1973 г.р.).